# THE 野球
THE 野球（ざ やきゅう）は、2000年代前半にディースリー・パブリッシャーより廉価版ゲームソフトシリーズ『SIMPLEシリーズ』の作品として発売された野球ゲームシリーズである。
PlayStationにおいて『SIMPLE1500シリーズ』として上記タイトルで、PlayStation 2において『SIMPLE2000シリーズ』として『THE プロ野球（ざ プロやきゅう）』のタイトルで発売された。

## 作品概要

### SIMPLE1500シリーズ
SIMPLE1500シリーズ Vol.21 THE 野球
2000年10月5日発売。開発は、E'sが担当。選手を操作するアクションゲームの多い野球ゲームとしては珍しく、プレイヤーが監督となって選手を采配するシミュレーションゲームとなった（同様のソフトとしては、当時アスキーより発売されていた『ベストプレープロ野球』シリーズ等の前例が存在する）。
登場する選手・球団・球場・リーグ名はすべて非実名（変名）となっている。当時は既に日本野球機構等の許諾を受けて実名を使うゲームがほとんどであり、家庭用ゲーム機の作品としては、1994年7月発売のスーパーファミコン用ソフト『スーパーウルトラベースボール2』（カルチャーブレーン）以来である。
選手の名前・能力値をエディットすることもできるが、ベストプレープロ野球のようにチーム名や本拠地球場を変更することはできない。
メモリーカードの使用量は、8ブロック。
SIMPLE1500シリーズ Vol.21 THE 野球 プロ野球実名版
2001年6月7日発売。開発は引き続きE'sが担当。日本野球機構からの許諾を受けて選手・球場名を実名化したバージョン（データは1999年シーズン終了時のもの）。ゲーム内容自体は前作と同じである。
シリーズ番号は21のまま置き換えられており、新作ではなく改訂版という扱いとなっている。SIMPLEシリーズで複数のソフトが同一の番号を使っている唯一の例である。
SIMPLE1500シリーズ Vol.96 THE 野球2 〜2002プロ野球〜
2002年7月25日発売。開発はaccessが担当。前作と同様のシミュレーションゲームで、2002年シーズン前半頃のデータが収録されている。
前作では、新聞・雑誌などのスコア表記に準じた選手名表記が、非アジア圏出身選手を除きフルネームで表記されるようになった。
リーグのルール変更が可能となったほか、チームエディットモードもユニフォームや本拠地球場の設定が可能となった。
メモリーカードの使用量は、上記2作と同じく8ブロック。

### SIMPLE2000シリーズ
SIMPLE2000シリーズ Vol.27 THE プロ野球 〜2003ペナントレース〜
2003年4月24日発売。開発はタムソフトが担当。PlayStation版とは異なり、3頭身のデフォルメされた選手を操作するアクションゲームとなった。また、ペナントレースモードとVSモードは導入されているものの、エディットモードが消滅した。
PlayStation版では2D視点であった映像が、3Dフルポリゴン映像となり、選手の動きもモーションキャプチャーによって表現されるようになった。それにあわせて、リプレイ機能も搭載しているほか、ウグイス嬢による選手名のアナウンスも導入された。
『THE 野球2』までに引き続き、日本野球機構公認だが、球場のみ架空のものとなっている。
投手がモーションに入った際に、素振りをすると、その時点でスイングしたとみなされ、ストライクと判定される仕様が存在する。
メモリーカードの使用量は、346KB以上。
SIMPLE2000シリーズ Vol.57 THE プロ野球2004
2004年8月5日発売。開発は引き続きタムソフトが担当。選手のデータが改訂され、細部が修正されている（ペナントレースモードは、パシフィック・リーグが導入したプレーオフ制度に対応された）ものの、基本的には前作と同様。球場名も架空のままとなっている。
メモリーカードの使用量は、370KB以上。